# Monte Alegre de Sergipe (kommun)
Monte Alegre de Sergipe är en kommun i Brasilien.   Den ligger i delstaten Sergipe, i den östra delen av landet, 1 300 km nordost om huvudstaden Brasília. Antalet invånare är 13 621.
Följande samhällen finns i Monte Alegre de Sergipe:
- Monte Alegre de Sergipe

Omgivningarna runt Monte Alegre de Sergipe är huvudsakligen savann. Runt Monte Alegre de Sergipe är det ganska glesbefolkat, med 38 invånare per kvadratkilometer.